# Ladislav Molnár
Ladislav Molnár (* 12. září 1960 Smolenice) je bývalý slovenský fotbalista, brankář, reprezentant Československa a současný fotbalový trenér.

## Fotbalová kariéra
Za československou reprezentaci nastoupil v jejím předposledním utkání hraném 27. října 1993. V tomto kvalifikačním utkání MS 1994 s Kyprem, které skončilo výhrou 3:0, udržel čisté konto. Slovensko reprezentoval 24x v letech 1994-1997. Hrál za Plastiku Nitra (1982-1988, ZVL Žilina (1988-1989), Inter Bratislava (1989-1994), Slovan Bratislava (1994-1996) a 1. FC Košice (1996-1999). V československé lize nastoupil ve 124 utkáních a ve slovenské lize ve 156 utkáních vstřelil i jednu branku z pokutového kopu (v sobotu 28. října 1995 při výhře Slovanu 5:0 nad Prievidzou).

## Trenérská kariéra
Jako trenér vedl 1. FC Košice, Spartak Trnava, maďarský Újpest FC, FK Dukla Banská Bystrica, 1. FC Slovácko, Artmédii Bratislava a MFK Zemplín Michalovce.

## Ligová bilance
| Ročník                                   | Zápasy | Góly | Klub                 |
| ---------------------------------------- | ------ | ---- | -------------------- |
| 1. československá fotbalová liga 1982/83 | 1      | 0    | Plastika Nitra       |
| 1. československá fotbalová liga 1983/84 | 18     | 0    | Plastika Nitra       |
| 1. československá fotbalová liga 1987/88 | 1      | 0    | Plastika Nitra       |
| 1. československá fotbalová liga 1989/90 | 30     | 0    | Inter Bratislava     |
| 1. československá fotbalová liga 1990/91 | 16     | 0    | Inter Bratislava     |
| 1. československá fotbalová liga 1991/92 | 28     | 0    | Inter Bratislava     |
| 1. československá fotbalová liga 1992/93 | 30     | 0    | Inter Bratislava     |
| Corgoň liga 1993/94                      | 29     | 0    | Inter Bratislava     |
| Corgoň liga 1994/95                      | 32     | 0    | ŠK Slovan Bratislava |
| Corgoň liga 1995/96                      | 31     | 1    | ŠK Slovan Bratislava |
| Corgoň liga 1996/97                      | 1      | 0    | ŠK Slovan Bratislava |
| Corgoň liga 1996/97                      | 23     | 0    | 1. FC Košice         |
| Corgoň liga 1997/98                      | 22     | 0    | 1. FC Košice         |
| Corgoň liga 1998/99                      | 18     | 0    | 1. FC Košice         |
| CELKEM                                   | 280    | 1    |                      |